# Mario Di Lazzaro
Mario Di Lazzaro (ur. 14 października 1926 w Rzymie, zm. 17 grudnia 1996 tamże) – włoski matematyk, nauczyciel akademicki i urzędnik państwowy, w 1987 minister turystyki.

## Życiorys
Ukończył studia z zakresu matematyki i fizyki. Zajął się działalnością dydaktyczną i naukową, specjalizując się w matematyce finansowej i ubezpieczeniowej. Wykładał na Uniwersytecie Rzymskim „La Sapienza”, a także na uniwersytetach w Cagliari i Florencji. Został profesorem na Uniwersytecie LUISS w Rzymie, pełnił funkcję dziekana wydziału ekonomicznego i prorektora tej uczelni.
Od kwietnia do lipca 1987 sprawował urząd ministra turystyki w szóstym rządzie Amintore Fanfaniego. W późniejszych latach do 1996 był komisarzem Consob, włoskiego regulatora rynków finansowych.